# Si fueras tú
Si fueras tú va ser una innovadora sèrie de televisió que va estrenar-se l'11 de setembre de 2017. Era la primera producció espanyola que trencava les barreres entre plataformes i que permetia a l'espectador interaccionar amb els personatges, ja que eren ells els que decidien el futur de la trama. Va ser produïda per RTVE i Atomis Media, i es podia veure a la plataforma RTVE Playz i al canal de La 1.
La sèrie destaca per la ficció, basada en l'Alba, una jove de 17 anys que arriba a una nova urbanització i descobreix que té una misteriosa relació amb una noia desapareguda fa sis mesos. Si fueras tú és una adaptació lliure de la sèrie neozelandesa "Reservoir Hill". Un cop la sèrie va ser emesa completa, es va crear la pel·lícula, una producció de 80 minuts de duració que uneix els 8 capítols de la sèrie digital amb el mateix nom i afegint algunes seqüències inèdites.

## Sinopsi
L'Alba és una noia de 17 anys que es muda a una nova urbanització de Sotocruz amb el seu oncle, Miguel, en busca d'una nova vida i oportunitats. Els seus pares ja fa temps que van anar a viure a Nova Zelanda per feina i ella s'ha de quedar a Espanya per continuar els seus estudis. Al començar l'institut se'n dona compte que no tot és tant fàcil com es pensava, i menys per ella, ja que té una gran semblança amb la noia desapareguda fa sis mesos, la Cris.
A poc a poc, la jove es va integrant i adaptant-se a la nova vida. Coneixerà als habitants del poble relacionats amb la Cris: la seva família, amics, professors i companys de classe. Cada cop esbrinarà més coses sobre aquella noia misteriosa que va desaparèixer deixant al poble amb una gran intriga i dubte. L'Alba intentarà esbrinar què li va passar a la Cris i qui en són els culpables: assassinat? Víctima? Suïcidi?
En aquesta cerca de la veritat, l'Alba descobrirà secrets del poble que mai hagués pensat. Aquesta revelació serà una gran lliçó per a ella, i més ara, que començava una nova etapa de la seva vida.

## Repartiment
El repartiment de Si fueras tú ha estat escollit meticulosament per enganxar al públic. Ple de cares juvenils, és un repartiment format per actors coneguts per un públic jove amb gran repercussió a les xarxes socials. Una d'elles, la protagonista de la sèrie, Maria Pedraza (en el doble paper d'Alba i Cris), actriu que protagonitza "La Casa de Papel" o "Élite" i considerada influencer de moda. Junt amb ella actua Óscar Casas, germà de Mario Casas, famós per la seva interpretació a "El Orfanato" o "Águila Roja". També es troben altres noms importants com Adrià Collado ("Aquí no hay quien viva"), Ingrid Rubio ("Infidels"), Ruth Díaz ("Tarde para la ira")...
| Actriu/actor   | Personatge                                |
| -------------- | ----------------------------------------- |
| María Pedraza  | Alba Ruiz Alonso / Cristina "Cris" Romero |
| Óscar Casas    | Rafael Castro                             |
| Nerea Elizalde | Nerea Vidal                               |
| Jorge Motos    | Hugo Molina                               |
| Lucía Díez     | Rocío Sosa                                |
| Adrià Collado  | Miguel Alonso                             |
| Juan Blanco    | Alberto Blasco                            |
| Ingrid Rubio   | Sargento Lara                             |
| Ruth Díaz      | Carmen Valle                              |
| Daniel Ibañez  | Dani Romero                               |
| Elena Alférez  | Secretària d'institut                     |

## Interacció
Si fueras tú és la primera sèrie interactiva espanyola que incorpora a l'espectador com un personatge més, tenint el control gairebé absolut de la trama del producte audiovisual. Va més enllà del format convencional intentant consolidar una nova forma de producció que fomenta la participació quasi diària del seu públic, que requereix un seguiment constant i la diferència de qualsevol altre sèrie online.
El dia de la seva estrena (11/09/2017) es va reproduir el capítol des de la pàgina web oficial playz.es/sifuerasts. A la mateixa hora, el capítol també s'estava emitint a Facebook, de manera que tots els seguidors podien comentar el que veien en directe a la resta d'usuaris. Una vegada acabat, la protagonista de la sèrie, l'Alba, mitjançant Facebook Live, es connectava en directe per contestar totes les preguntes dels espectadors per ajudar-los a la seva pròxima decisió sobre el que passaria a la sèrie. Un cop acabava el Facebook Live, al mateix mur de Facebook l'usuari podia votar durant 24 hores quines de les dues opcions havia d'escollir la protagonista. Amb la decisió guanyadora, els guionistes de la sèrie escriurien el segon capítol que es gravaria per ser emès el dilluns següent.
A més a més, a les xarxes socials els seguidors podien trobar pistes i continguts per ampliar l'univers dels personatges de la sèrie i conèixer més detalls d'ells per les seves pròximes decisions. Els usuaris, també podien parlar amb la protagonista per telèfon (665 553 775), on rebien missatges de WhatsApp i continguts exclusius de la sèrie.

## Recepció
La websèrie ha tingut un gran èxit, tots els seus capítols acumulen més de dos milions de visualitzacions a totes les plataformes, és a dir, RTVE.es, Youtube i Facebook. Des del dia del seu llançament, al setembre del 2017, "Si fueras tú" s'ha convertit en el cinquè programa més vist de RTVE.es.
En ser una sèrie transmèdia també ha acumulat més de desenes de milers de seguidors a la resta de plataformes com Instagram o Facebook.
Gràcies a la gran repercussió de la sèrie digital, han realitzat una col·laboració amb FAD (acrònim de Fundación de Ayuda contra la Drogadicción) per iniciar una campanya per concienciar als joves sobre els riscos del consum de drogues. Aquesta campanya de sensibilització inclou dos vídeos on apareixen els dos protagonistes de la sèrie, Maria Pedraza i Óscar Casas, que animen als adolescents a no lligar el seu oci amb el consum de drogues.